# Eutrachelophis
Eutrachelophis – rodzaj węży z podrodziny ślimaczarzy (Dipsadinae) w rodzinie połozowatych (Colubridae).

## Zasięg występowania
Rodzaj obejmuje gatunki występujące w Ekwadorze, Peru i Brazylii.  

## Systematyka

### Etymologia
Eutrachelophis (rodzaj męski): gr. ευ eu „ładny”; τραχηλος trakhēlos „szyja”; οφις ophis, οφεως opheōs „wąż”.

### Podział systematyczny
Do rodzaju należą następujące gatunki:
- Eutrachelophis bassleri Myers(inne języki) & McDowell, 2014
- Eutrachelophis papilio Zaher & Prudente, 2019